# Michael Everson
Pour les articles homonymes, voir Everson.
Michael Everson (né le 9 janvier 1963) est un expert en matière de systèmes d'écriture du monde. Il est un linguiste, un compositeur, et un concepteur de polices, et est l'un des coauteurs de la norme Unicode.

## Biographie
Michael Everson est né à Norristown en Pennsylvanie et à partir de l’âge de douze ans, grandit à Tucson en Arizona. Son intérêt pour les travaux de J. R. R. Tolkien l'amène à l'étude du vieil anglais ainsi qu'ultérieurement aux autres langues germaniques. Il étudie l'allemand, l'espagnol et le français pour son diplôme de premier degré (bachelor of art), obtenu à l'université d'Arizona en 1985. Il étudie ensuite l'histoire des religions et la linguistique indo-européenne dans le cadre de son M. A. (diplôme de second degré) à l'université de Californie à Los Angeles (1988). Il déménage à Dublin en 1989 et obtient une bourse Fulbright pour étudier à la faculté des études celtiques de l'University College Dublin (1991). Il est naturalisé citoyen irlandais en 2000. En février 2018, il déménage à Dundee en Écosse.

## Œuvre
Everson est actif dans les communautés de support des langues minoritaires, particulièrement dans les domaines de la normalisation et de l'internationalisation de codage des caractères. En plus d'être l'un des coauteurs de la norme d'Unicode, il est rédacteur de contribution à l’ISO/CEI 10646, à l'ISO 15924, et au RFC 3066. Il a contribué au codage de beaucoup d'écritures et caractères dans ces normes, recevant la récompense de « bouledogue » d'Unicode en 2000 pour ses contributions techniques au développement et à la promotion de la norme d'Unicode.
Everson a été activement impliqué dans le codage de beaucoup d'écritures dans les normes d'Unicode et d'ISO/CEI 10646, y compris le balinais, le braille, le bouguis, le bouhide, le cherokee, le copte, le cunéiforme, le syllabaire chypriote, le déséret, l'éthiopien, le géorgien, la glagolitique, le gotique, le hanounóo, le khmer, le limbou, le linéaire B, le mongol, le birman, le nouveau taï-lue, le n'ko (avec le support de l’Initiative B@bel de l’Unesco), l'ogam, l'ancien italique, le cunéiforme persépolitain, l'osmanais, le phénicien, les runes, le shavien, le singhalais, le tagalog, le tagbanoua, le taï-le, le thâna, le tibétain, l'ougaritique, le syllabaire autochtone canadien unifié, et le yi, aussi bien que beaucoup de caractères appartenant au latin, au grec, au cyrillique, et à l'arabe.
Il a également un intérêt pour la création de polices de caractères, pour la typographie gaélique en particulier, et fait de la composition de livres en irlandais.

## Sources
- (en) Michael Erard, « For the World's A B C’s, He Makes 1’s and 0’s », New York Times,‎ 26 septembre 2003 (lire en ligne)
- (en) « The Bulldog Award », sur Unicode.org
- (en) « Development of a Unicode standard for the West African Language Nʼko », sur Unesco.org, 12 novembre 2004
- (en) « Afghans beat language obstacle to entering digital age », Poverty Alleviation Initiatives, Economic and Social Commission for Asia and the Pacific, United Nations, vol. 13, no 2,‎ avril-juin 2003, p. 8 (lire en ligne)